# Nannophlebia lorquinii
Nannophlebia lorquinii is een libellensoort uit de familie van de korenbouten (Libellulidae), onderorde echte libellen (Anisoptera).
De wetenschappelijke naam Nannophlebia lorquinii is voor het eerst geldig gepubliceerd in 1877 door Selys.